# Cercle des poètes zutiques

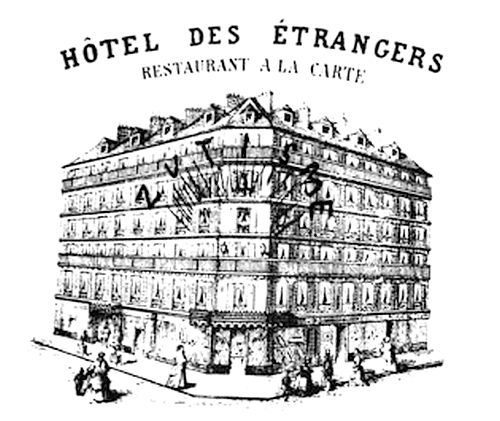
Vignette publicitaire d'époque collée dans l'Album zutique au verso de la page de titre (ci-dessous) et sur laquelle est inscrit à l'encre le mot « zutisme ».

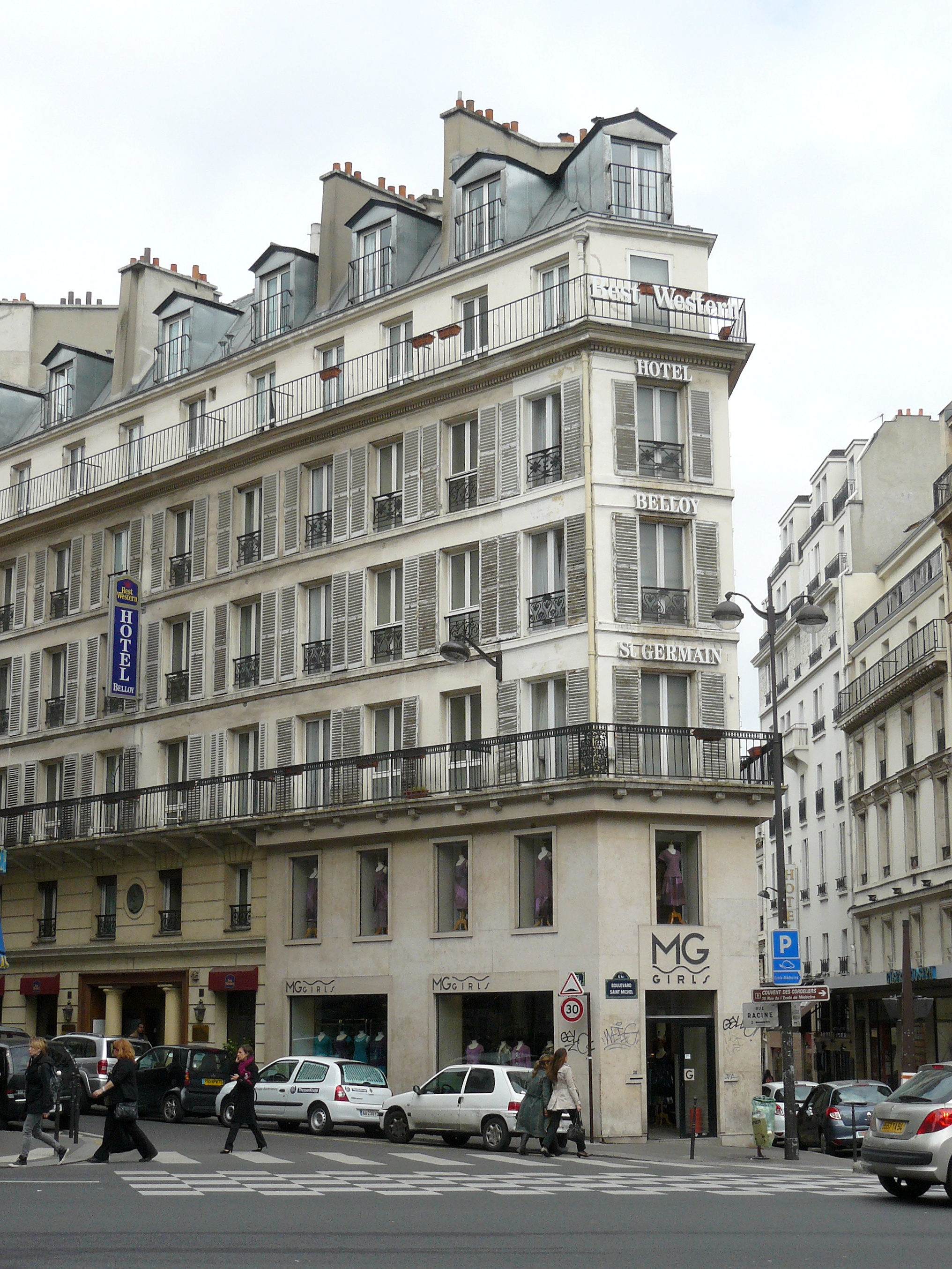
L'immeuble où se trouvait autrefois l'Hôtel des Étrangers, qui portait encore cette enseigne en 1990. Cliché de 2010.

Le Cercle des poètes zutiques (dit aussi Les Zutistes) était un groupe informel de poètes, peintres et musiciens français qui se réunissait à l'Hôtel des Étrangers, à l'angle de la rue Racine et de la rue de l'École-de-Médecine, à Paris à partir de septembre-octobre 1871.

## Histoire
Sans programme ni manifeste, ce rassemblement d'artistes doit être vu comme une dissidence des « dîners des Vilains Bonshommes », organisés à Paris, parfois en un hôtel rue Cassette, depuis la fin 1869, interrompus par la guerre franco-prussienne, la chute du Second Empire, la Commune, et l'avènement de la République. Alors que ces dîners reprirent au cours de l'été 1871, une partie des poètes décida de se retrouver dans une pièce située peut-être à l'entresol de l'Hôtel des Étrangers, laquelle était louée par Ernest Cabaner, qui était employé dans cet hôtel comme serveur et y jouait du piano. 
La trace la plus expressive et significative de l'existence de ces réunions se trouve dans la découverte tardive de l'Album zutique (cf. plus loin) qui témoigne sur une trentaine de feuillets du passage d'une vingtaine de poètes et artistes dans ces lieux, sous la forme de vers et de dessins, parfois datés et souvent autographes. Selon Bernard Teyssèdre, l'animateur du cercle est Charles Cros.
Le sonnet initial, intitulé Propos du Cercle, comporte les signatures de quatorze amis : Cabaner, le docteur Antoine Cros, ses deux frères Charles Cros et Henri Cros, Michel-Eudes de L'Hay (Penoutet), André Gill, Jacquet, le sculpteur Jean Keck, Albert Mérat, Henri Mercier, Miret [?], le peintre Pernoutet, Arthur Rimbaud, Léon Valade, Paul Verlaine.
Albert Mérat fréquenta peu la bande, et ne produisit aucun texte : ami de Valade, il ne pouvait souffrir Rimbaud. Ce dernier, sans le sou et pour lequel tout le groupe se cotise, dormit quelquefois dans la chambre : c'est là que le retrouve Ernest Delahaye, assoupi sur une banquette en novembre 1871.
Selon toute vraisemblance, les Zutistes commencèrent à se réunir au cours des tout derniers jours de septembre 1871 : en effet, avant cette date, Rimbaud n'est pas à Paris (il en repartira en mars 1872). Après juillet 1872, lui et Verlaine ne participent plus aux réunions.
D'autres signatures apparaissent au fil des pages où l'on reconnaît Germain Nouveau, Raoul Ponchon, Camille Pelletan, Gustave Pradelle, Charles de Sivry, Paul Bourget, Jean Richepin et un certain J.M.
La durée de vie du cercle est courte puisque ses membres entreprirent de le saborder au plus tard en septembre 1872, sans doute du fait de défections successives.

## L'Album zutique

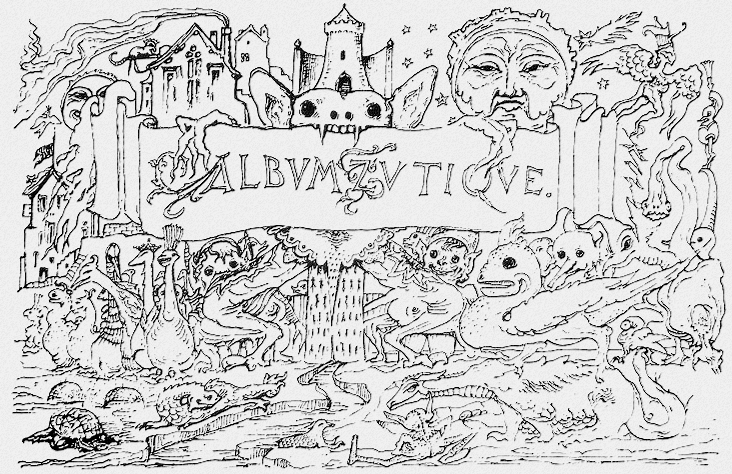
Page de titre de l’Album zutique, dessinée par Antoine Cros.

Des réunions du groupe, on a donc conservé l'Album zutique, sorte de livre de bord, fonctionnant à la fois comme un laboratoire ouvert aux expérimentations poétiques et un défouloir, dans lequel les amis caricaturaient férocement les poètes parnassiens, par des poèmes parodiques ou érotiques (tel le Sonnet du trou du cul) et des dessins parfois très lestes, avec une attention toute particulière accordée à François Coppée, véritable tête de turc du groupe. D'autres poètes « officiels » en prennent aussi pour leur grade comme Armand Silvestre, Léon Dierx, Alphonse Daudet, etc.
Cet album se présente sous la forme d'un in-quarto à l'italienne, couverture cartonnée noir, d'environ trente feuillets manuscrits, les autres pages étant restées vierges.
Après avoir transmis l'Album en 1872 au groupe des « Vivants » composé de Germain Nouveau, Jean Richepin, Raoul Ponchon et Paul Bourget — auxquels il faut ajouter le nom de Maurice Bouchor (qui ne signe aucun poème de l'Album), Charles Cros, nostalgique, réutilisera l'appellation « zutique » à l'occasion de la création d'un nouveau cercle, en 1883.
L'Album échut à Coquelin cadet, qui dut donc fréquenter cette bande d'amis, et qui le transmit à sa filleule, laquelle le revendit au libraire Eulart. L'éditeur René Bonnel s'en porta acquéreur au printemps 1932, avec Pascal Pia. Désireux de le rééditer, ils se heurtèrent à la veuve de Paterne Berrichon, qui possédait alors le droit moral sur l'œuvre de Rimbaud, probablement conseillée par Alfred Vallette, directeur du Mercure de France, et indirectement par Paul Claudel (qui ne voulait pour rien au monde que ces textes salaces fussent publiés). Dépité, Bonnel le revendit, sans demander à Pia son accord, aux fameux libraires d'anciens Auguste et Georges Blaizot qui le firent passer en salle des ventes en mai 1938 où il trouva preneur pour 25 000 francs auprès du constructeur d'avions et grand collectionneur Pierre-Georges Latécoère : à ce moment-là, quelques visiteurs purent admirer l'Album et prendre des notes, dont Pascal Pia. Celui-ci tenta de produire un premier état de l'ouvrage pour Marc Barbezat à Lyon en 1943. Au cours des années 1950, le propriétaire de l'objet en fit des photographies qu'il communiqua à quelques spécialistes dont Henri Matarasso (Mercure de France, mai 1961) et de nouveau Pia (fac-similé annoté et transcrit en 1962). 
Le manuscrit autographe appartient à la succession de Pierre-Georges Latécoère, qui s'opposait encore dans les années 2010, à le communiquer aux chercheurs… à moins qu'il ait été perdu, ou détruit, hypothèse qui n'est pas à exclure. La lecture d'un tel manuscrit permettrait de lever quelques doutes sur des erreurs de transcriptions éventuelles.